# Obereopsis mediofuscovitticollis
Obereopsis mediofuscovitticollis är en skalbaggsart som beskrevs av Stefan von Breuning 1977. Obereopsis mediofuscovitticollis ingår i släktet Obereopsis och familjen långhorningar. Inga underarter finns listade i Catalogue of Life.